# Sin Kim-dan
Sin Kim-dan, severnokorejska atletinja, * 30. julij 1938.
Ni nastopila na poletnih olimpijskih igrah. V letih 1963 in 1966 je zmagala na tekmovanju GANEFO v teku na 200 m, 400 m in 800 m. 23. oktobra 1962 je postavila svetovni rekord v teku na 400 m s časom 51,9 s, ki je veljal do sedem let.